# European Open 2016
European Open 2016 byl tenisový turnaj pořádaný jako součást mužského okruhu ATP World Tour, který se hrál  na krytých dvorcích s tvrdým povrchem v Lotto Arena. Probíhal mezi 17. až 23. říjnem 2016 ve belgických Antverpách jako premiérový ročník turnaje.
Turnaj s celkovým rozpočtem 635 645 eur a prize money 566 525 eur patřil do kategorie ATP World Tour 250. Nejvýše nasazeným hráčem ve dvouhře se stal dvanáctý tenista světa David Goffin z Belgie. Jako poslední přímý účastník do hlavní singlové soutěže nastoupil 87. italský hráč žebříčku Andreas Seppi.
Čtrnáctý kariérní titul z dvouhry okruhu ATP Tour získal Francouz Richard Gasquet. Třetí společnou trofej ve čtyřhře vybojoval kanadsko-francouzský pár Daniel Nestor a Édouard Roger-Vasselin.

## Rozdělení bodů a finančních odměn

### Rozdělení bodů
| Soutěž  | vítězové | finalisté | semifinalisté | čtvrtfinalisté | 16 v kole | 32 v kole | Q  | Q3 | Q2 | Q1 |
| ------- | -------- | --------- | ------------- | -------------- | --------- | --------- | -- | -- | -- | -- |
| dvouhra | 250      | 150       | 90            | 45             | 20        | 0         | 12 | 6  | 0  | 0  |
| čtyřhra | 250      | 150       | 90            | 45             | 0         | —         | —  | —  | —  | —  |

### Finanční odměny
| Soutěž                              | vítězové | finalisté | semifinalisté | čtvrtfinalisté | 16 v kole | 32 v kole | Q2     | Q1     |
| ----------------------------------- | -------- | --------- | ------------- | -------------- | --------- | --------- | ------ | ------ |
| dvouhra                             | €100 800 | €53 085   | €28 755       | €16 380        | €9 650    | €5 720    | €2 575 | €1 290 |
| čtyřhra                             | €36 620  | €16 100   | €8 720        | €4 990         | €2 920    | —         | —      | —      |
| částka ve čtyřhře je uvedena na pár |          |           |               |                |           |           |        |        |

## Dvouhra

### Nasazení hráčů
| Země                          | Hráč              | ATP | Nasazení |
| ----------------------------- | ----------------- | --- | -------- |
| Belgie                        | David Goffin      | 12  | 1        |
| Španělsko                     | David Ferrer      | 15  | 2        |
| Francie                       | Richard Gasquet   | 17  | 3        |
| Uruguay                       | Pablo Cuevas      | 22  | 4        |
| Francie                       | Gilles Simon      | 32  | 5        |
| Portugalsko                   | João Sousa        | 34  | 6        |
| Francie                       | Nicolas Mahut     | 39  | 7        |
| Argentina                     | Federico Delbonis | 46  | 8.       |
| Žebříček ATP k 10. říjnu 2016 |                   |     |          |

### Jiné formy účasti na turnaji
Následující hráči obdrželi divokou kartu do hlavní soutěže:
- Steve Darcis
- Joris De Loore
- Tommy Robredo

Následující hráči postoupili z kvalifikace:
- Michael Berrer
- Marius Copil
- Jozef Kovalík
- Yannick Maden

### Odhlášení
před začátkem turnaje
- Borna Ćorić → nahradil jej  Íñigo Cervantes
- Alexandr Dolgopolov → nahradil jej  Jan-Lennard Struff

## Čtyřhra

### Nasazení párů
| Země                                                                      | Hráč                  | Země      | Hráč           | ATP | Nasazení |
| ------------------------------------------------------------------------- | --------------------- | --------- | -------------- | --- | -------- |
| Francie                                                                   | Pierre-Hugues Herbert | Francie   | Nicolas Mahut  | 3.  | 1.       |
| Rakousko                                                                  | Oliver Marach         | Francie   | Fabrice Martin | 71. | 2.       |
| Uruguay                                                                   | Pablo Cuevas          | Španělsko | David Marrero  | 83. | 3.       |
| Německo                                                                   | Philipp Petzschner    | Rakousko  | Alexander Peya | 86. | 4.       |
| Žebříček ATP k 10. říjnu 2016; číslo je součtem postavení obou členů páru |                       |           |                |     |          |

### Jiné formy účasti
Následující páry obdržely divokou kartu do hlavní soutěže:
- Kimmer Coppejans /  Taylor Fritz
- Steve Darcis /  Joris De Loore

## Přehled finále

### Mužská dvouhra
- Richard Gasquet vs.  Diego Schwartzman, 7–6(7–4), 6–1

### Mužská čtyřhra
- Daniel Nestor /  Édouard Roger-Vasselin vs.  Pierre-Hugues Herbert /  Nicolas Mahut, 6–4, 6–4